# Garschella-Formation

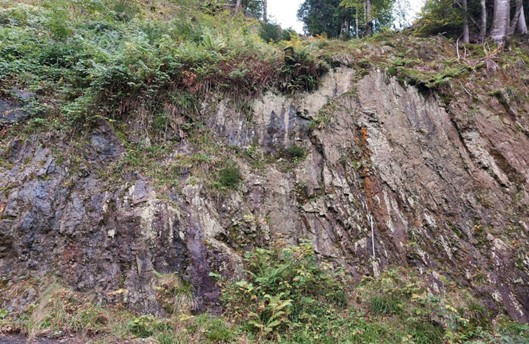
Garschella-Formation – Aufschluss am Gopfberg bei Mellau, Österreich

Die Garschella-Formation ist eine lithostratigraphische Einheit des Helvetikums am Nordrand der Alpen in der Schweiz, im Allgäu und Vorarlberg. Sie datiert vom frühen Aptium bis ins frühe Cenomanium und ist benannt nach dem Garschella-Plateau am Südwestende des Voralptales im Kanton St Gallen (östlich Chäserrugg).

## Beschreibung
Die Garschella-Formation besteht aus Glaukonit- und apatitführenden Sandsteinen, Kalksteinen, Mergeln und Phosphoritlagen. Ihre Dicke variiert zwischen 0,05 und 120 Metern. Sie liegt auf der Schrattenkalk-Formation auf, in deren obersten Teil parallele Einfüllungen aus Glaukonit-Sandsteinen beobachtet werden können. Der Übergang von der Garschella-Formation zum Seewer Kalk geschieht meist durch eine scharfe Transgression.
Das Typusprofil liegt in den Churfirsten am Südrand des Garschella-Plateaus in Schneetolen am Nordhang des Tristencholben (743100 / 223775) auf 1050 m ü. M.

## Unterteilung

### Schweiz
In der Schweiz wird die Garschella-Formation in Selun-Member, Brisi-Member und Grünten-Member unterteilt:

#### Selun-Member
Das Selun-Member bildete sich vom späten Aptium bis zum frühen Cenomanium. Es führt hauptsächlich glaukonitische Sandsteine, Kalksteine und Kalkknollen, als auch einzelne Phosphoritlagen. Die Obergrenze liegt dort, wo vermehrt Mikrite des Seewer Kalks vorkommen. Sie ist bis zu 45 m mächtig.

#### Brisi-Member
Das Brisi-Member bildete sich ebenfalls im späten Aprium aus und führt glaukonitreichen, tonigen Sandstein als auch biodetritischen Kalk. An der Basis befindet sich meistens die sehr variable Luitere-Schicht aus Phosphorit, darüber folgen diverse detritische Ablagerungen wie Sandsteine und Brekzien. Nach oben ist die erosive Grenze zum Selun-Member.

#### Grünten-Member
Das basale Member der Garschella-Formation entstand im frühen Aptium. Es besteht aus einer mergeligen Basis, die aufgeht in Crinoiden-Bryozoen-Kalk. In einem Aufschluss in Rawil gibt es zwei Phosphorit-Horizonte. Der alte, aber mehrdeutige Begriff für das Member ist „obere Orbitalinaschichten“. Die Untergrenze zum Schrattenkalk ist je nach Region unterschiedlich ausgestaltet.
Die Typlokalität für das Grünten-Member ist am Schinberg, Kanton Nidwalden nordöstlich Brisen (678425 / 196599). Aufschlüsse sind selten. Sie finden sich unter anderem in Vercors, bei Rawil, am Brienzer Rothorn, am Sarnersee, im Engelbergertal, am Fronalpstock, im Innerthal und Wägital, bei Grünten und am Mittagsspitz.